# Unione Sportiva Cagliari 1955-1956
Questa pagina raccoglie le informazioni riguardanti l'Unione Sportiva Cagliari nelle competizioni ufficiali della stagione 1955-1956.

## Stagione
Nella stagione 1955-1956 il Cagliari disputò il nono campionato di Serie B della sua storia. Dopo il deludente torneo precedente, venne effettuato un sostanziale rinnovamento nella rosa che pagò con una stagione molto positiva. Tra i nuovi arrivi da segnalare il duo d'attacco costituito da Ghersetich e Regalia autore di ventisei reti. Per i rossoblù arrivò un quinto posto finale, a pari merito con il neoretrocesso Catania. Sopra i rossoblù il Como e le due sorprendenti Simmenthal Monza e soprattutto Palermo che, finito in zona retrocessione la stagione precedente, disputò un campionato a parte insieme alla favoritissima Udinese (finita in B per decisione della Giustizia Sportiva dopo un clamoroso secondo posto in A la stagione precedente) centrando agevolmente con i friulani la promozione. Di questa stagione, per il Cagliari, da rilevare il doppio confronto con il Messina condito da ben sedici reti in 180 minuti di gioco (vittoria casalinga del Cagliari per 3 a 2, vittoria messinese in Sicilia con il roboante punteggio di 7 a 4).

## Divise
| 1ª maglia |

## Organigramma societario
Area direttiva
- Presidente: Ennio Dalmasso

Area tecnica
- Allenatore: Silvio Piola

## Rosa
| N. |                   | Ruolo | Calciatore         |
| -- | ----------------- | ----- | ------------------ |
|    | Italia (bandiera) | P     | Sergio Bertola     |
|    | Italia (bandiera) | P     | Vincenzo Reverchon |
|    | Italia (bandiera) | P     | Attilio Santarelli |
|    | Italia (bandiera) | D     | Pietro Bersia      |
|    | Italia (bandiera) | D     | Vito Sante Miolli  |
|    | Italia (bandiera) | D     | Mauro Simeoli      |
|    | Italia (bandiera) | C     | Luigi Bertoli      |
|    | Italia (bandiera) | C     | Luigi Manca        |
|    | Italia (bandiera) | C     | Enzo Marchisio     |
|    | Italia (bandiera) | C     | Gianni Molinari    |
|    | Italia (bandiera) | C     | Silvio Pignoni     |

| N. |                   | Ruolo | Calciatore           |
| -- | ----------------- | ----- | -------------------- |
|    | Italia (bandiera) | C     | Mario Villa          |
|    | Italia (bandiera) | C     | Alfredo Vincenzi     |
|    | Italia (bandiera) | A     | Tullio Ghersetich    |
|    | Italia (bandiera) | A     | Elio Letari          |
|    | Italia (bandiera) | A     | Giancarlo Mezzalira  |
|    | Italia (bandiera) | A     | Mario Pantaleoni     |
|    | Italia (bandiera) | A     | Carlo Regalia        |
|    | Italia (bandiera) | A     | Giovanni Sanna       |
|    | Italia (bandiera) | A     | Aurelio Santagostino |
|    | Italia (bandiera) | A     | Giovanni Savigni     |
|    | Italia (bandiera) | A     | Umberto Serradimigni |

## Risultati

### Serie B

#### Girone d'andata
| Arbitro: | Canepa (Genova) |

|                                           |           |                         |
| Ghersetich 36’ Villa 39’ Serradimigni 50’ | Marcatori | 30’ Repetti 43’ Remonti |

| Arbitro: | Griggi (Brescia) |

|                       |           |  |
| Sanna 43’ Regalia 74’ | Marcatori |  |

| Arbitro: | Righi (Milano) |

|                   |           |                 |
| Serone 58’ (rig.) | Marcatori | 1’ Serradimigni |

| Arbitro: | De Gregorio (Legnano) |

|  |           |                                 |
|  | Marcatori | 25’ Serradimigni 67’ Ghersetich |

| Arbitro: | Fornari (Bologna) |

|                |           |  |
| Ghersetich 67’ | Marcatori |  |

| Arbitro: | Coppa (Mariano Comense) |

|                                               |           |           |
| De Prati 23’ Occhetta 25’ Biagioli 55’ (rig.) | Marcatori | 16’ Sanna |

| Arbitro: | Marchese (Napoli) |

|              |           |  |
| Bredesen 26’ | Marcatori |  |

| Arbitro: | Moriconi (Roma) |

|                |           |  |
| Pantaleoni 71’ | Marcatori |  |

| Arbitro: | Marangio (Roma) |

|                           |           |  |
| Bertoli 65’ Mezzalira 77’ | Marcatori |  |

| Arbitro: | Smorto (Reggio Calabria) |

|              |           |           |
| Acconcia 70’ | Marcatori | 15’ Sanna |

| Palermo 11 dicembre 1955 | Palermo           | 0 – 0 | Cagliari | Stadio La Favorita\| Arbitro: \| Marchese (Napoli) \| |
| Arbitro:                 | Marchese (Napoli) |       |          |                                                       |

| Arbitro: | Piemonte (Monfalcone) |

|           |           |            |
| Sanna 41’ | Marcatori | 72’ Hansen |

| Arbitro: | De Gregorio (Legnano) |

|  |           |             |
|  | Marcatori | 41’ Monardi |

| Taranto 8 gennaio 1956 | Taranto           | 0 – 0 | Cagliari | Stadio Valentino Mazzola\| Arbitro: \| Grillo (Afragola) \| |
| Arbitro:               | Grillo (Afragola) |       |          |                                                             |

| Arbitro: | Guarnaschelli (Pavia) |

|                                 |           |                               |
| Ghersetich 24’, 86’ Regalia 74’ | Marcatori | 22’ Baccalini 36’, 61’ Bretti |

| Arbitro: | Menchini (Udine) |

|             |           |  |
| Savigni 30’ | Marcatori |  |

| Arbitro: | Ferrari (Milano) |

|            |           |  |
| Buzzin 48’ | Marcatori |  |

#### Girone di ritorno
| Arbitro: | Gambarotta (Genova) |

|                                                         |           |                                                         |
| Nicoletti 35’, 53’, 70’ Rossi 47’, 51’ Remonti 57’, 68’ | Marcatori | 17’ Regalia 54’ (rig.), 77’ Santagostino 63’ Ghersetich |

| Arbitro: | Guarnaschelli (Pavia) |

|                                        |           |                |
| Cabas 19’ Barbolini 50’ Gaeta 53’, 77’ | Marcatori | 59’ Ghersetich |

| Arbitro: | Marangio (Roma) |

|                                            |           |                                      |
| Ghersetich 8’ Regalia 13’, 18’ Savigni 50’ | Marcatori | 5’ Manenti 42’, 54’ (rig.) Marchetto |

| Arbitro: | Maghernino (San Severo) |

|               |           |  |
| Mezzalira 52’ | Marcatori |  |

| Arbitro: | Caputo (Napoli) |

|           |           |  |
| Borri 64’ | Marcatori |  |

| Arbitro: | Adami (Roma) |

|                              |           |                         |
| Regalia 15’ Porra 72’ (aut.) | Marcatori | 17’ Bressa 90’ Biagioli |

| Arbitro: | Grillo (Afragola) |

|                  |           |  |
| Regalia 20’, 37’ | Marcatori |  |

| Arbitro: | Maurelli (Roma) |

|                             |           |                                 |
| Bellini 12’, 50’ Favini 34’ | Marcatori | 48’, 53’ Ghersetich 57’ Savigni |

| Arbitro: | De Marchi (Pordenone) |

|                           |           |                                   |
| Gasparini 20’ Gasperi 64’ | Marcatori | 45’ (rig.) Regalia 55’ Ghersetich |

| Arbitro: | Clemente (Roma) |

|                                        |           |                           |
| Regalia 61’ Ghersetich 72’ Bertoli 87’ | Marcatori | 27’ Testa 37’ Massagrande |

| Arbitro: | Grillo (Afragola) |

|               |           |               |
| Pantaleoni 3’ | Marcatori | 88’ Pistacchi |

| Arbitro: | Guarnaschelli (Pavia) |

|               |           |  |
| Spikofski 73’ | Marcatori |  |

| Arbitro: | Ferrari (Milano) |

|             |           |  |
| Bicicli 41’ | Marcatori |  |

| Arbitro: | Bartolomei (Roma) |

|                              |           |            |
| Mezzalira 18’ Ghersetich 23’ | Marcatori | 80’ Cuoghi |

| Arbitro: | Boati (Milano) |

|            |           |                          |
| Bretti 78’ | Marcatori | 75’ Mezzalira 85’ Letari |

| Arbitro: | De Marchi (Pordenone) |

|                           |           |                                  |
| Bettolini 22’ Caprile 88’ | Marcatori | 3’ Mezzalira 41’, 56’ Ghersetich |

| Arbitro: | Adami (Roma) |

|                              |           |  |
| Ghersetich 75’ Mezzalira 90’ | Marcatori |  |

## Statistiche

### Statistiche di squadra
| Competizione | Punti | In casa | In casa | In casa | In casa | In casa | In casa | In trasferta | In trasferta | In trasferta | In trasferta | In trasferta | In trasferta | Totale | Totale | Totale | Totale | Totale | Totale | DR |
| Competizione | Punti | G       | V       | N       | P       | Gf      | Gs      | G            | V            | N            | P            | Gf           | Gs           | G      | V      | N      | P      | Gf     | Gs     | DR |
| ------------ | ----- | ------- | ------- | ------- | ------- | ------- | ------- | ------------ | ------------ | ------------ | ------------ | ------------ | ------------ | ------ | ------ | ------ | ------ | ------ | ------ | -- |
| Serie B      | 40    | 17      | 12      | 4       | 1       | 31      | 16      | 17           | 3            | 6            | 8            | 20           | 29           | 34     | 15     | 10     | 9      | 51     | 45     | +6 |

### Statistiche dei giocatori
| Giocatore       | Serie B | Serie B |
| Giocatore       | Pres    | Gol     |
| --------------- | ------- | ------- |
| P. Bersia       | 31      | 0       |
| S. Bertola      | 3       | -?      |
| L. Bertoli      | 27      | 2       |
| T. Ghersetich   | 27      | 16      |
| E. Letari       | 15      | 1       |
| L. Manca        | 3       | 0       |
| E. Marchisio    | 6       | 0       |
| G. Mezzalira    | 18      | 6       |
| V.S. Miolli     | 18      | 0       |
| G. Molinari     | 31      | 0       |
| M. Pantaleoni   | 30      | 2       |
| S. Pignoni      | 3       | 0       |
| C. Regalia      | 23      | 10      |
| V. Reverchon    | 27      | -?      |
| G. Sanna        | 23      | 4       |
| A. Santagostino | 8       | 2       |
| A. Santarelli   | 4       | -?      |
| G. Savigni      | 11      | 3       |
| U. Serradimigni | 19      | 3       |
| M. Simeoli      | 9       | 0       |
| M. Villa        | 24      | 1       |
| A. Vincenzi     | 14      | 0       |